# Ayes Tortosa
María de los Ángeles García Tortosa (Granada, 1956), más conocida como Ayes Tortosa, es una escritora y periodista española. Por formación académica es médico, con especialidad en Puericultura.
Sus hijos le inspiraron sus primeros libros: Versos, canciones y nanas para Nana y Los cuentos de María del Charco. Y lo más importante, le hicieron descubrir su verdadera vocación literaria. Desde entonces se dedica en cuerpo y alma a escribir.

## Estilo

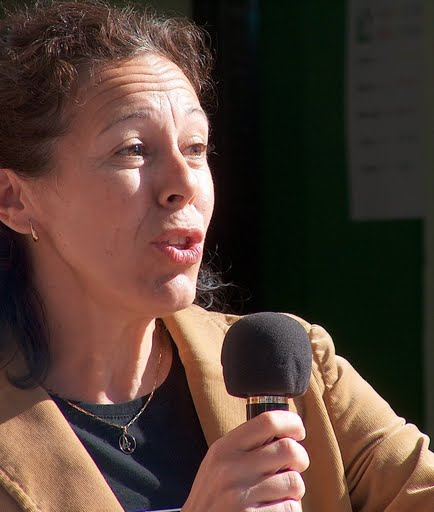

Ayes Tortosa ha publicado más de una veintena de libros de narrativa y poesía, principalmente obras de literatura infantil, caracterizadas por el humor y la ternura. Su obra en prosa exhibe un léxico rico, con gran creatividad en la antroponimia y personajes pacíficos y soñadores que recuerdan a los de Antoniorrobles. 
La poesía infantil es un género que le gusta especialmente. 
Su poesía es singular en el panorama español, puesto que se aleja de las formas más tradicionales en el género, como son la rima y una métrica breve y regular, incluye numerosas citas de autores "para adultos" y trata asimismo temas de emociones y sentimientos que no suelen aparecer en la poesía para niños. Temáticamente destaca una concepción de la infancia como paraíso capaz de enseñar libertad a los adultos; formalmente, el uso de formas variadas, desde las tradicionales de Andalucía a las orientales u orientalizantes.
Colabora en distintas revistas y periódicos. Durante veinte años ha sido columnista del periódico Ideal de Granada.
Realiza numerosos encuentros en colegios, institutos, bibliotecas... Muchos de sus cuentos y poemas están recogidos en distintas antologías y libros escolares, en España y en Sudamérica.

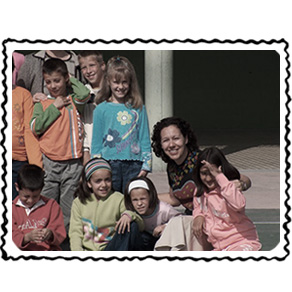
Ayes inaugura la biblioteca escolar que lleva su nombre.

El 23 de abril de 2009, Día del Libro, la biblioteca escolar del Colegio Infantil y Primaria "Cardenal Cisneros" de Villanueva Mesía, Granada, es bautizada en presencia de la escritora, con su nombre, en un gesto de reconocimiento de su profunda humanidad y del atractivo que su obra tiene para el mundo infantil.

## Obra
- Versos, canciones y nanas para Nana (1994)
- Los cuentos de María del Charco (1995)
- Aires para un minuto lento (1997)
- La olla de San Antón. Un balcón de estrellas (1998)
- Ciudad de tinta y papel (1999)
- González y Cía: Una fábrica de relojes de cuco (2000)
- De aquí, de allá, de Granada (2001)
- María Umbeldini y el extraño caso del calcetín (2002)
- Gran Jefe Cielo (2003)
- Mi árbol Genialógico (2006)
- Si yo fuera un pez (2009) (Primera edición)
- Una extraña historia en el Museo de la Memoria (Ilustraciones de Mar Delgado Tortosa) (2009)
- Cuentos del Albaicín (2010)
- Versos del Albaicín (2010)
- María Umbeldini y el detestable caso de La Playa del Muerto (2011)
- El Cuadernillo del Trotamundos (versos viajeros) (2011)
- Versos Marineros (2012)
- Abuela, que no hay escuela, que llegó la Navidad (2013)
- Ciudad de Tinta y Papel (2015)
- La Ley de la Simetría (2016)
- Si yo fuera un pez (2017) (Segunda edición)
- El increíble viaje con mi abuelo a... la terraza de su casa (2018)
- La gran fiesta (2019)
- Ratoncito Pon (2020)
- Historias de amor en el siglo XXII (2021)
- Reloj de hierba (2021)
- Si yo fuera un pez (2021) (Tercera edición)
- Cosas Insignificantes (2022)
- María Umbeldini y el detestable caso de la Playa del Muerto (2023)
- Andando por las ramas (marzo, 2025)
- Cuentos del Mediterráneo (marzo, 2025)